# Pływanie na Mistrzostwach Świata w Pływaniu 2017 – 4 × 100 m stylem dowolnym kobiet
Sztafeta 4 × 100 m stylem dowolnym kobiet – jedna z konkurencji, które odbyły się podczas Mistrzostw Świata w Pływaniu 2017. Eliminacje i finał miały miejsce 23 lipca.
Mistrzyniami świata zostały Amerykanki, które czasem 3:31,72 ustanowiły rekord obu Ameryk i zakończyły tym samym trwającą od 2014 roku dominację Australijek w tej konkurencji. Srebrny medal zdobyły reprezentantki Australii (3:32,01). Brąz, z czasem 3:32,64, wywalczyły Holenderki. Na pierwszej zmianie szwedzkiej sztafety Sarah Sjöström o 0,35 s pobiła rekord świata na dystansie 100 m stylem dowolnym, uzyskawszy czas 51,71.

## Rekordy
Przed zawodami rekordy świata i mistrzostw wyglądały następująco:
| Rekord                   | Reprezentacja | Czas    | Miejsce        | Data             |       |
| ------------------------ | ------------- | ------- | -------------- | ---------------- | ----- |
| Rekord świata            | Australia     | 3:30,65 | Rio de Janeiro | 6 sierpnia 2016  | [ 1 ] |
| Rekord mistrzostw świata | Australia     | 3:31,48 | Kazań          | 2 sierpnia 2015  | [ 2 ] |
| Rekord świata juniorek   | Australia     | 3:39,87 | Singapur       | 29 sierpnia 2015 | [ 3 ] |

## Wyniki

### Eliminacje
Eliminacje rozpoczęły się o 11:39.
| Miejsce | Wyścig | Tor | Państwo           | Zawodniczka                                                                                           | Czas      | Uwagi |
| ------- | ------ | --- | ----------------- | --- | --------- | ----- |
| 1.      | 1      | 4   | Stany Zjednoczone | Lia Neal (53,94) Kelsi Worrell (53,27) Olivia Smoliga (53,67) Mallory Comerford (52,47)               | 3:33,35   | Q     |
| 2.      | 1      | 5   | Holandia          | Maud van der Meer (54,72) Femke Heemskerk (52,72) Kim Busch (54,79) Ranomi Kromowidjojo (52,03)       | 3:34,26   | Q     |
| 3.      | 2      | 4   | Australia         | Emily Seebohm (54,32) Madison Wilson (53,94) Brittany Elmslie (53,61) Shayna Jack (53,31)             | 3:35,18   | Q     |
| 4.      | 1      | 1   | Szwecja           | Michelle Coleman (53,21) Sarah Sjöström (52,19) Nathalie Lindborg (55,90) Louise Hansson (54,20)      | 3:35,50   | Q     |
| 5.      | 2      | 5   | Kanada            | Sandrine Mainville (53,87) Michelle Toro (54,50) Rebecca Smith (53,93) Kayla Sanchez (53,54)          | 3:35,84   | Q     |
| 6.      | 2      | 6   | Chiny             | Zhu Menghui (54,06) Ai Yanhan (54,71) Wu Yue (54,46) Zhang Yufei (53,79)                              | 3:37,02   | Q     |
| 7.      | 1      | 3   | Japonia           | Rikako Ikee (54,09) Tomomi Aoki (54,34) Yui Yamane (54,59) Chihiro Igarashi (54,44)                   | 3:37,46   | Q     |
| 8.      | 1      | 6   | Dania             | Signe Bro (54,85) Sarah Bro (55,60) Emilie Beckmann (55,55) Pernille Blume (52,29)                    | 3:38,29   | Q     |
| 9.      | 2      | 2   | Węgry             | Flóra Molnár (54,93) Fanni Gyurinovics (55,16) Evelyn Verrasztó (54,73) Zsuzsanna Jakabos (54,08)     | 3:38,90   |       |
| 10.     | 2      | 3   | Włochy            | Silvia Di Pietro (54,80) Erika Ferraioli (54,91) Giorgia Biondani (55,47) Federica Pellegrini (53,90) | 3:39,08   |       |
| 11.     | 2      | 1   | Izrael            | Andrea Murez (54,79) Zohar Szikler (56,75) Keren Siebner (56,03) Amit Iwri (56,78)                    | 3:44,35   |       |
| 12.     | 1      | 2   | Hongkong          | Siobhan Haughey (53,99) · Claudia Lau (56,26) · Ho Nam Wai (57,48) · Sze Hang Yu (56,66)              | 3:44,39   |       |
| 13.     | 2      | 7   | Południowa Afryka | Erin Gallagher (55,94) Kate Beavon (59,98) Samantha Randle (1:00,68) Kaylene Corbett (1:01,23)        | 3:57,83   |       |
| 14. !   | 1      | 7   | Słowacja          | | 9:99,99 ! | DNS   |

### Finał
Finał odbył się o 19:03.
| Miejsce | Tor | Państwo           | Zawodniczka                                                                                           | Czas    | Uwagi |
| ------- | --- | ----------------- | --- | ------- | ----- |
| 1. !    | 4   | Stany Zjednoczone | Mallory Comerford (52,59) · Kelsi Worrell (53,16) · Katie Ledecky (53,83) · Simone Manuel (52,14)     | 3:31,72 | AM    |
| 2. !    | 3   | Australia         | Shayna Jack (53,75) Bronte Campbell (52,14) Brittany Elmslie (53,83) Emma McKeon (52,29)              | 3:32,01 |       |
| 3. !    | 5   | Holandia          | Kim Busch (54,05) Femke Heemskerk (52,84) Maud van der Meer (53,77) Ranomi Kromowidjojo (51,98)       | 3:32,64 |       |
| 4.      | 2   | Kanada            | Sandrine Mainville (53,77) Chantal van Landeghem (52,97) Kayla Sanchez (54,16) Penny Oleksiak (52,98) | 3:33,88 |       |
| 5.      | 6   | Szwecja           | Sarah Sjöström (51,71) Michelle Coleman (52,68) Ida Lindborg (55,59) Louise Hansson (53,96)           | 3:33,94 | NR    |
| 6.      | 7   | Chiny             | Zhu Menghui (53,79) Zhang Yufei (54,31) Wu Yue (54,96) Ai Yanhan (53,43)                              | 3:36,49 |       |
| 7.      | 1   | Japonia           | Rikako Ikee (54,59) Tomomi Aoki (54,45) Yui Yamane (54,62) Chihiro Igarashi (54,58)                   | 3:38,24 |       |
| 8.      | 8   | Dania             | Signe Bro (54,72) Sarah Bro (56,60) Emilie Beckmann (54,84) Pernille Blume (52,70)                    | 3:38,86 |       |